# José Esquivel
José Esquivel, né le 7 janvier 1998 à Zacatecas (Mexique), est un footballeur international mexicain, qui évolue au poste de défenseur au sein du club de Mazatlán FC.

## Biographie

### Carrière en club
Le 14 septembre 2016, il inscrit un doublé en Ligue des champions de la CONCACAF sur la pelouse du club bélizien de Police United. L'équipe du CF Pachuca inscrit un total de 11 buts lors de ce match.

### Carrière en sélection
Avec les moins de 17 ans, il participe à la Coupe du monde des moins de 17 ans en 2015. Lors du mondial junior organisé au Chili, il est titulaire et joue sept matchs. Officiant comme capitaine de l'équipe, il délivre une passe décisive face au Nigeria en demi. Le Mexique se classe quatrième de ce tournoi, derrière la Belgique.
Avec les moins de 20 ans, il participe au championnat de la CONCACAF des moins de 20 ans en 2017. Lors de cette compétition, il ne joue qu'un seul match, face au Honduras. Il dispute ensuite quelques semaines plus tard la Coupe du monde des moins de 20 ans organisée en Corée du Sud. Lors de ce mondial, il joue deux matchs, contre le Sénégal en huitièmes, puis contre l'Angleterre en quart.